# Plexippus perfidus
Plexippus perfidus är en spindelart som beskrevs av Tord Tamerlan Teodor Thorell 1895. Plexippus perfidus ingår i släktet Plexippus och familjen hoppspindlar. Inga underarter finns listade i Catalogue of Life.